# Chełminka
Chełminka – wyspa w północno-zachodniej Polsce, przy północno-zachodniej części jeziora Wicko Wielkie. Administracyjnie należy do miasta Świnoujście. Wyspa wchodzi w obszar Wolińskiego Parku Narodowego. Wyspa nie jest zamieszkana.
Chełminka nie jest wydzielona ewidencyjnie i wchodzi w skład działki geodezyjnej obejmującej jezioro Wicko Wielkie. Ma kształt trójkątny, z długim bokiem północnym (ok. 440 m) oddzielonym od Półwyspu Przytorskiego (i zarazem wyspy Wolin) przez Wicką Strużkę. Bok południowo-wschodni (ponad 250 m długości) stanowi brzeg jeziora Wicko Duże. Wzdłuż brzegu południowo-zachodniego biegnie kanał Wielka Struga, oddzielający Chełminkę od wyspy Koński Smug. Skierowany na południe cypel jest wyciągnięty w kierunku szuwarowych wysepek zwanych Świńskimi Kępami.
Wyspa położona jest w parku narodowym oraz w obszarach sieci Natura 2000 – specjalnej ochrony ptaków „Delta Świny” i ochrony siedlisk „Wolin i Uznam”. Wyspa chroniona jest biernie – nie są na niej prowadzone działania związane z koszeniem roślinności lub wypasem zwierząt.
Nazwę Chełminka wprowadzono urzędowo rozporządzeniem w 1949 roku, zastępując poprzednią niemiecką nazwę wyspy – Götschen-Holm.